# Villa Magnani
Villa Magnani è un edificio in stile neobarocco situato in via Fondazione Magnani Rocca 4 a Mamiano, frazione di Traversetolo, in provincia di Parma; circondata da un parco romantico di 12 ettari, la villa è sede dal 1990 della Fondazione Magnani-Rocca.

## Storia
L'edificio originario, costituito da un semplice corpo di fabbrica a pianta rettangolare coronato da una torretta, fu eretto nel XVII secolo, probabilmente per volere dei conti Sforza di Santafiora, feudatari di Mamiano tra il 1545 e i primi anni del XIX secolo; documenti del 1632 testimoniano l'esistenza di un oratorio intitolato all'Assunta in località Corte o Giardini, identificato da alcuni studiosi come il luogo di culto situato a fianco dell'edificio padronale, probabilmente innalzato in quegli anni con funzioni di casino da caccia.
I marchesi Paolucci acquistarono la tenuta verso il 1811. Probabilmente fu Francesco il primo membro della casata a possedere l'edificio, che tra il 1820 e il 1830 fu trasformato in elegante residenza nobiliare di villeggiatura; intorno ad esso, il proprietario fece inoltre realizzare un grande parco romantico, con laghetto, grotta artificiale e numerose piante esotiche. Alla morte di Francesco, la villa passò al figlio Filippo, indi al nipote Anafesto Alessandro.
In seguito la tenuta fu alienata al conte Giuseppe Castellinard, che la mantenne solo per pochi anni, in quanto già nel 1879 il conte Camillo Zileri-Dal Verme comprò la villa e le numerose terre annesse. Negli ultimi anni del XIX secolo furono avviati i primi lavori di sistemazione del complesso, con la trasformazione di un edificio colonico a sud del parco, in posizione collinare, in castelletto neogotico, quale fondo prospettico della tenuta.
Nei primissimi anni del XX secolo il figlio Enrico decise di ristrutturare la villa seicentesca, ancora coronata da una torretta centrale aperta sui quattro lati attraverso tre arcate; affidò il progetto all'architetto milanese Antonio Citterio, che modificò l'edificio in stile neobarocchetto lombardo; furono innalzati due piccoli aggetti sul fianco orientale, furono aperte le due logge laterali sulla facciata meridionale, trasformata con l'aggiunta del sopralzo centrale, fu realizzato il grande androne a doppia altezza forse sul luogo dell'antico teatro e furono decorati gli esterni e gli interni; i lavori furono conclusi nel 1904.
Dopo la morte del Conte nel 1936, nel 1941 i suoi eredi alienarono la tenuta a Giuseppe Magnani, imprenditore agricolo; in seguito alla sua scomparsa nel 1960, gli subentrò il figlio Luigi, che nel 1965 incaricò l'architetto bolognese Leone Pancaldi dell'ampliamento della serra e della costruzione di due ali ai lati della villa, completate nel 1967, per ospitarvi la biblioteca e l'importante raccolta d'arte che stava creando; nel 1977, con la Cassa di Risparmio di Parma, costituì giuridicamente la Fondazione Magnani-Rocca, esponendo per la prima volta nel 1983 la collezione d'arte contemporanea nell'orangerie.
Luigi Magnani morì nel 1984 nella villa, che nel 1990 divenne sede della Fondazione, in seguito a importanti lavori di restauro che interessarono gli interni, gli esterni e il parco, su progetto degli architetti Carlo De Angelis, Paolo Nannelli e Roberto Scannavini e dell'ingegner Guido Feldmann; l'ingresso fu inoltre spostato sul lato occidentale e gli edifici agricoli annessi furono adibiti a biglietteria e segreteria. Negli anni seguenti furono infine adeguate alle esigenze espositive le sale del secondo piano, mentre la serra fu attrezzata per ospitare mostre temporanee, senza tuttavia stravolgere la precedente conformazione degli ambienti.

## Descrizione

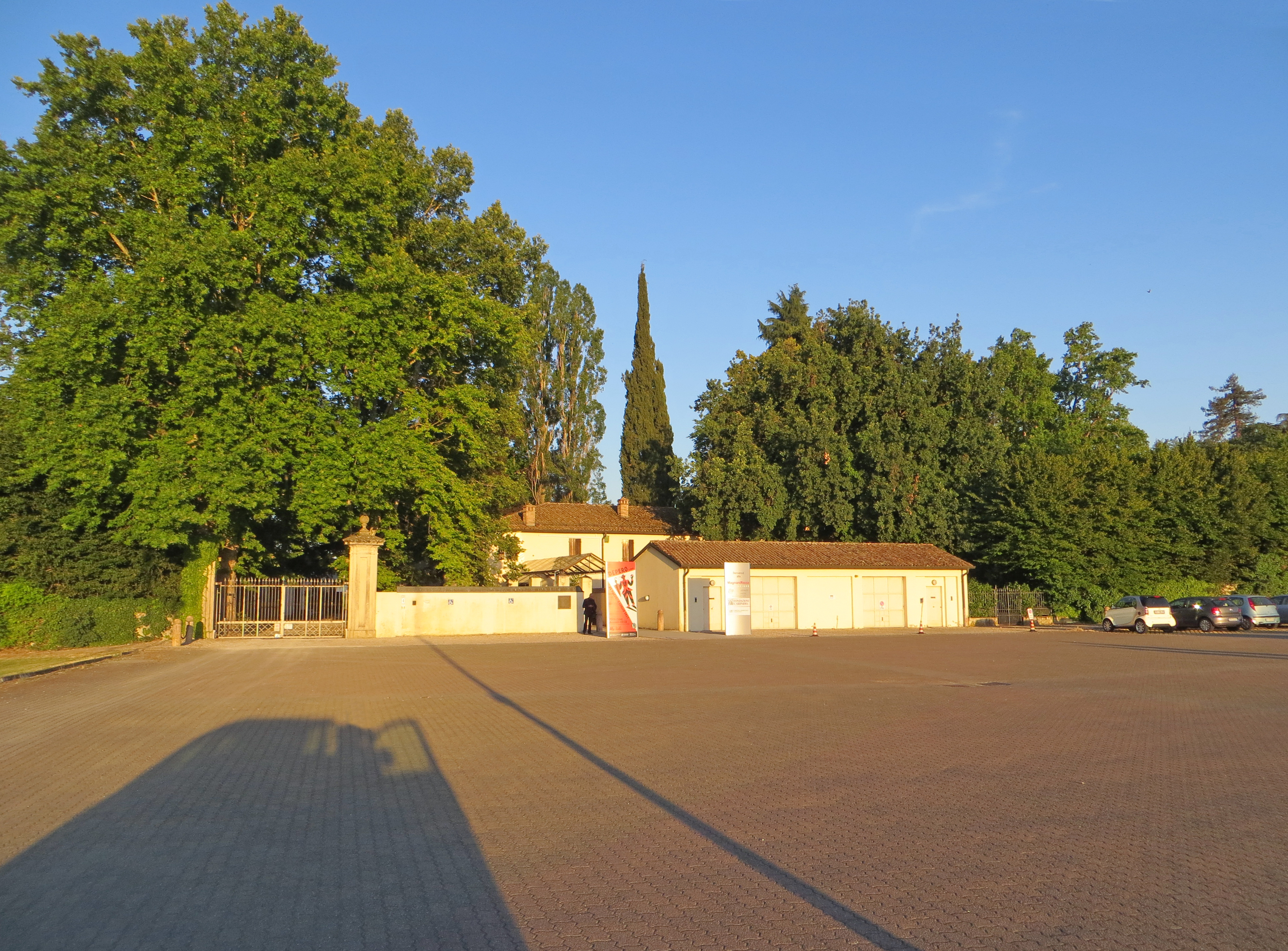
Ingresso principale al parco

L'ampio parco interamente cintato si estende su un impianto leggermente trapezoidale, a nord della strada pedemontana; l'ingresso principale odierno è posto sul lato ovest, mentre l'accesso storico è collocato a nord, al termine di un lungo viale di pioppi cipressini; altri due cancelli secondari si trovano sui restanti fianchi. La villa è collocata nella porzione nord-ovest della tenuta, non lontano dall'ingresso principale, affiancato dalla biglietteria e dall'oratorio dell'Assunta; a est della villa sorgono attorno a un cortile rettangolare gli ex edifici agricoli adibiti a ristorante e bar e la grande serra.

### Villa

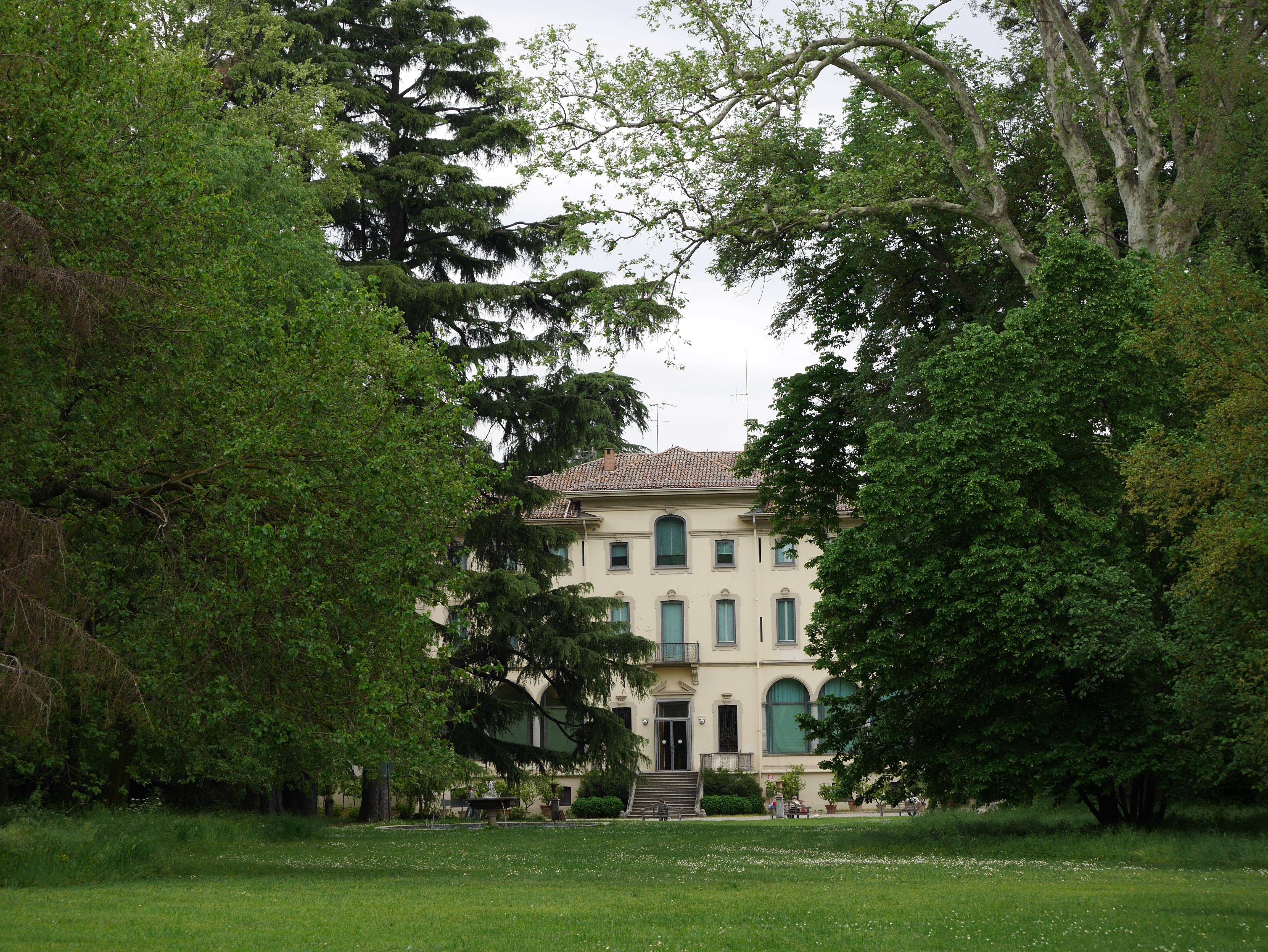
Facciata della villa

La villa si innalza su tre livelli fuori terra su un impianto pressoché rettangolare, con due ali a un piano solo aggettanti dai due lati corti est e ovest.
La simmetrica facciata principale a sud, interamente intonacata, è preceduta da uno scalone centrale che conduce alla bussola d'ingresso in vetro; il portale è affiancato da cornice e coronato da un frontone triangolare spezzato; su entrambi i lati si aprono due finestre con cornici neobarocche e, più avanti, tre arcate a tutto sesto rette da colonne in pietra, con capitelli dorici. Al livello superiore un balconcino centrale con ringhiera in ferro aggetta sopra all'ingresso, mentre ai lati sono posizionate con regolarità altre finestre contornate da ricche cornici. All'ultimo piano la porzione centrale si eleva maggiormente rispetto ai lati, a testimonianza dell'antica torretta seicentesca presente nell'edificio originario; nel mezzo si apre un grande finestrone ad arco ribassato, anch'esso delimitato da cornice neobarocca. Il prospetto, delimitato da spigoli a bugnato, è coronato da un profondo cornicione in aggetto.
Dai fianchi aggettano i corpi a un solo livello, aggiunti nel 1967; l'ala est si caratterizza per le semicolonne e arcate a tutto sesto che ne arricchiscono la facciata meridionale. L'opposta semplice costruzione collega l'edificio padronale alle serre, utilizzate per ospitare esposizioni temporanee.

#### Interno

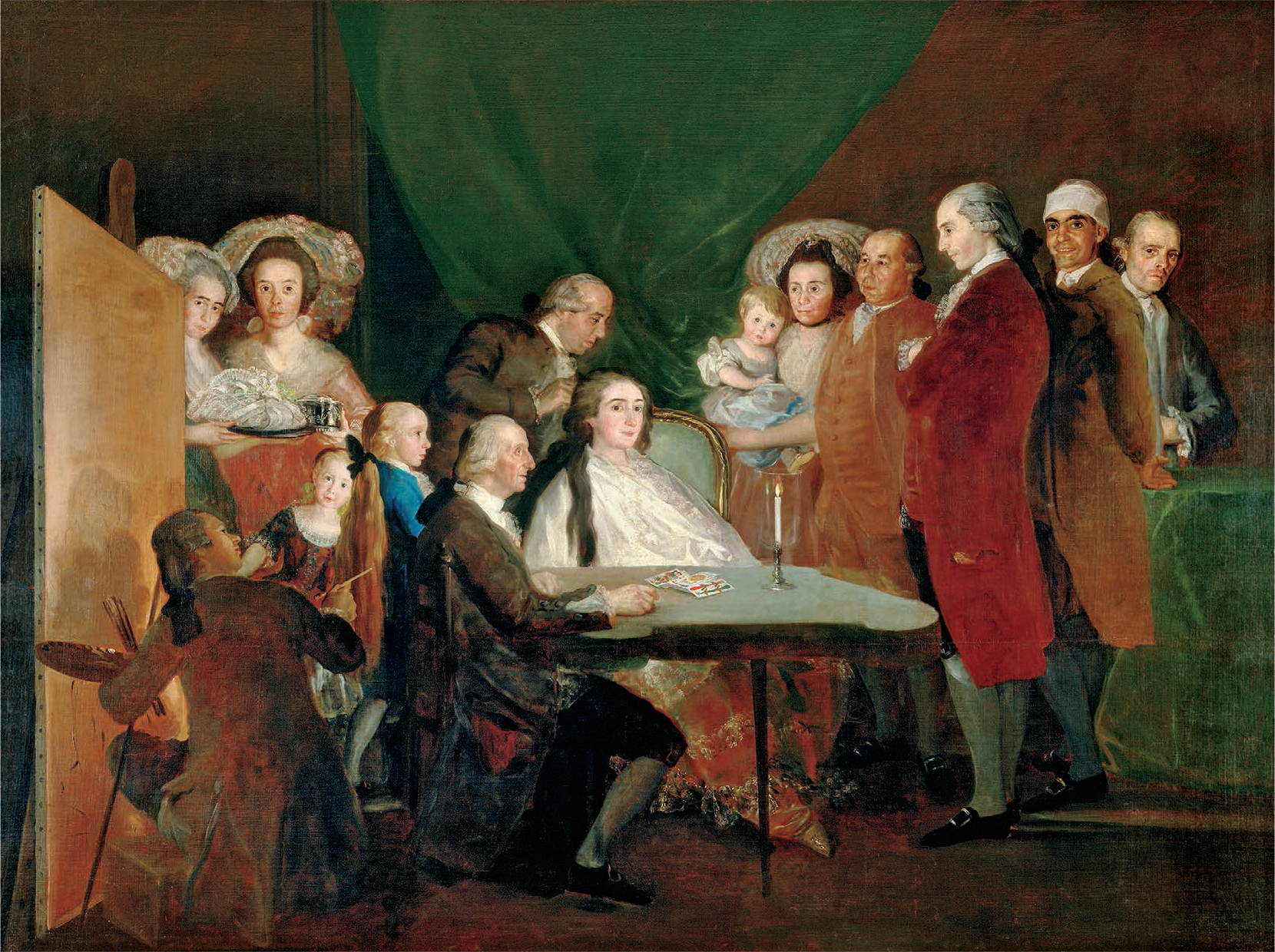
Francisco Goya, Famiglia dell'infante don Luis, 1783-1784

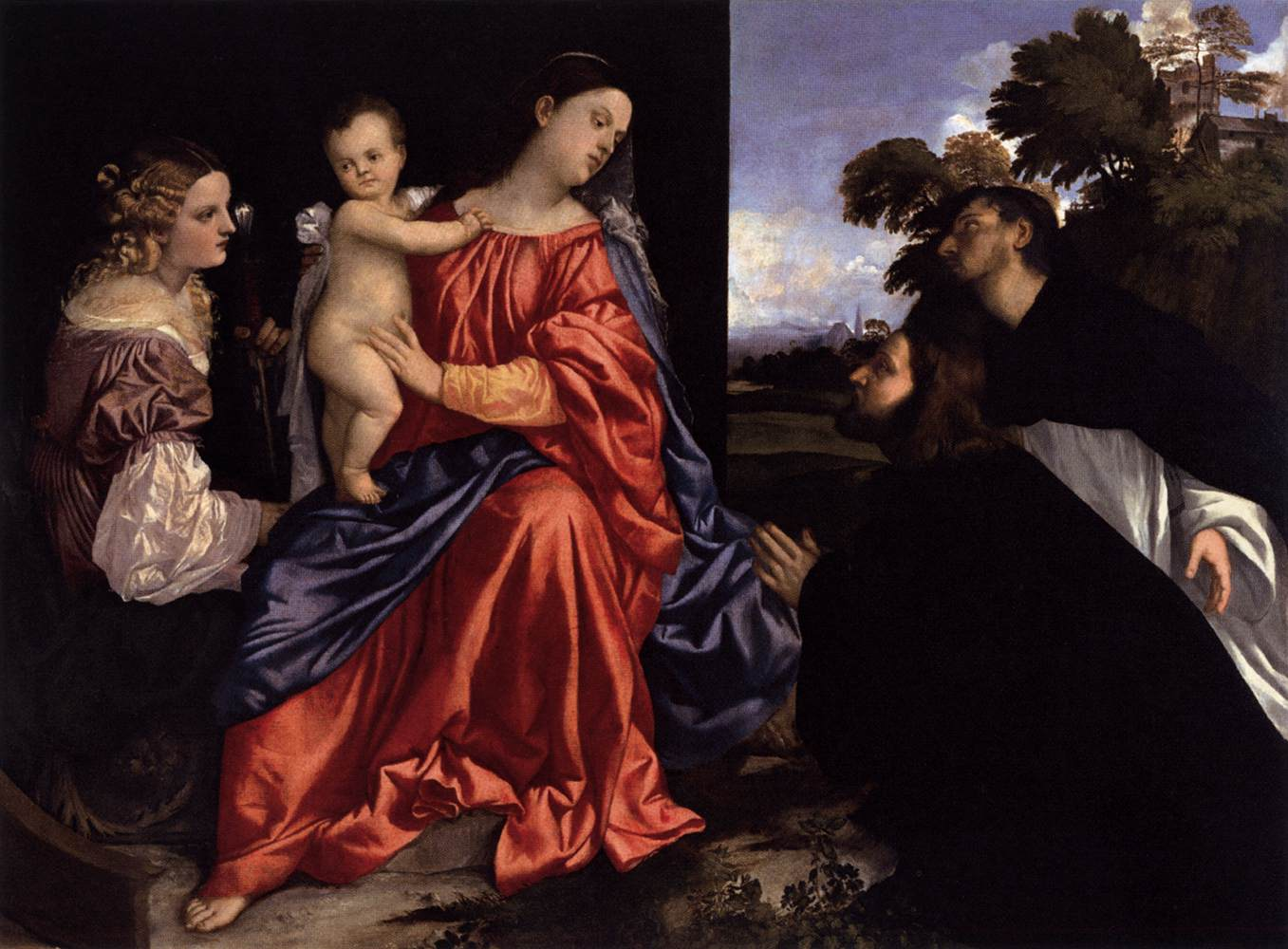
Tiziano Vecellio, Sacra conversazione Balbi, 1512-1514

All'interno la villa presenta un imponente androne su due livelli, con ballatoio al piano superiore; l'ambiente è ornato con elaborati stucchi neobarocchi, che incorniciano le aperture e la balconata. La sala dà accesso all'imponente scalone, anch'esso ricchissimo di decorazioni.
Il percorso espositivo prosegue nelle sale Van Dyck, Goya, Dürer, Tiziano, Novecento italiano, Morandi, Cézanne e Impressionisti, anch'esse in parte decorate con stucchi e lesene; gli ambienti, seppur adattati alle esigenze museali, conservano i pregevoli arredi antichi utilizzati da Luigi Magnani.
Al piano superiore si trovano infine le sale solitamente chiuse al pubblico, tra cui la biblioteca, la saletta della musica, il Salone grande, lo studio e le stanze del Commendator Giuseppe e di Donna Eugenia Rocca.

### Serra
L'ampia serra si sviluppa a est della villa; il lungo edificio si affaccia verso sud sul parco attraverso grandi vetrate, che nella porzione mediana chiudono alte arcate a tutto sesto. La struttura, ampliata nel 1967 e ristrutturata verso la fine del XX secolo, è oggi utilizzata quale sede di mostre temporanee.

### Parco

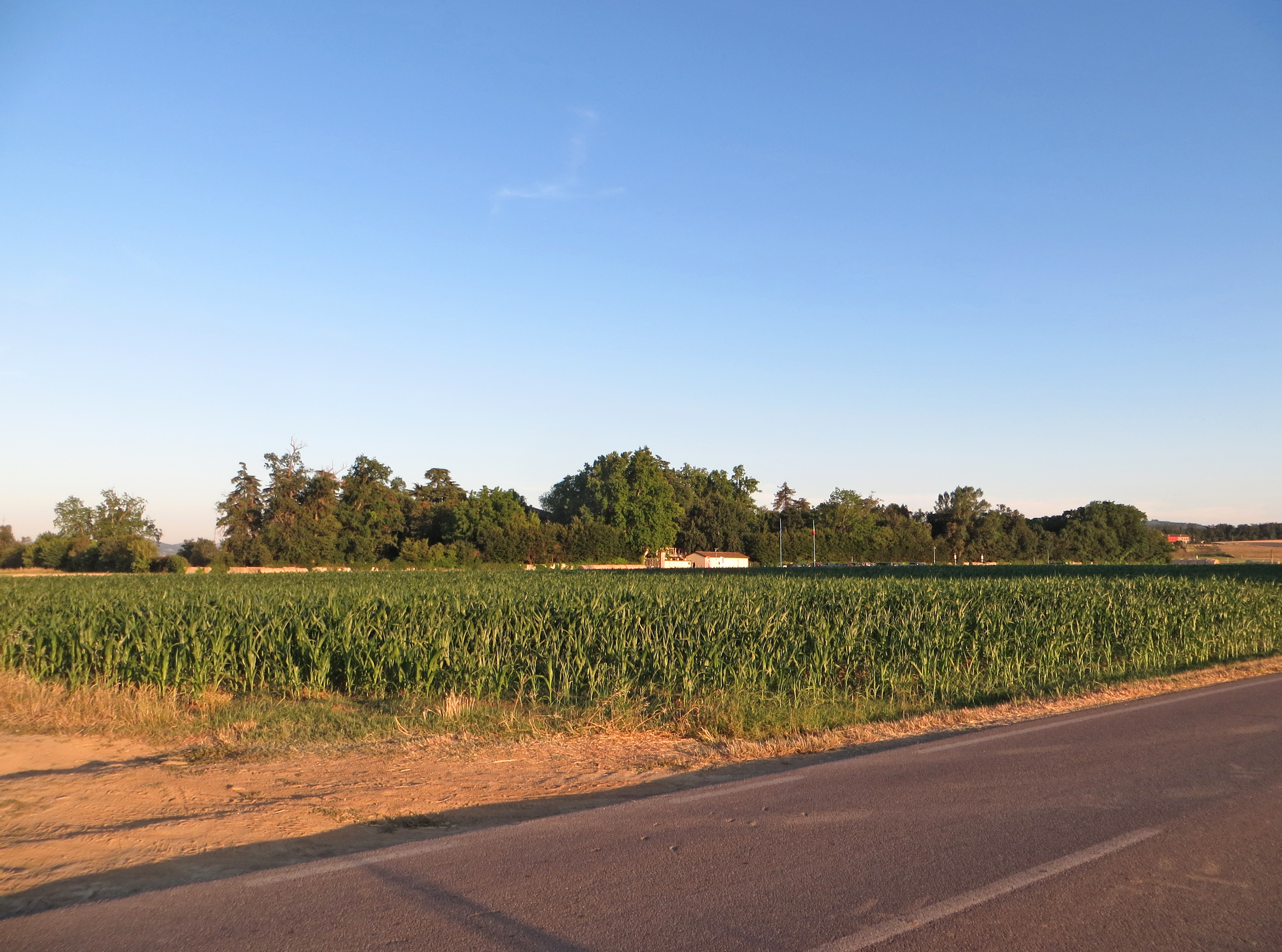
Il parco visto da nord-ovest

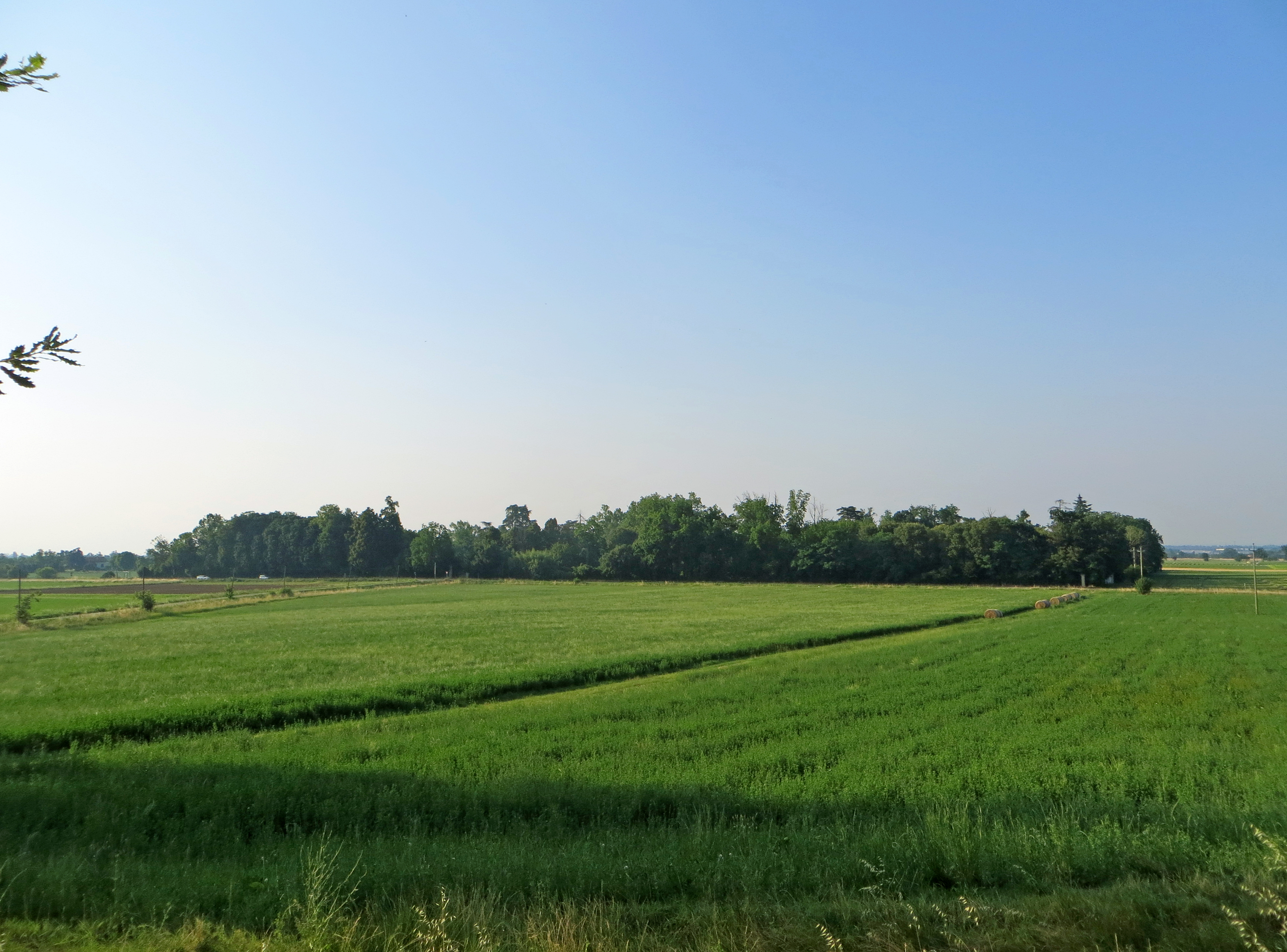
Il parco visto dal castelletto neogotico

Il grande parco pianeggiante di 12 ettari, interamente cintato, presenta le caratteristiche tipiche dei giardini all'inglese dei primi anni del XIX secolo, ricchi di piante monumentali sparse qua e là isolatamente o in gruppi.
L'ingresso originario a nord è preceduto da un lungo viale di pioppi cipressini, oggi incompleto; la cancellata settentrionale adiacente, affiancata da una siepe in carpino bianco, è arricchita internamente da 6 colonne marmoree ioniche, recuperate da un edificio religioso settecentesco dell'Italia meridionale distrutto durante la seconda guerra mondiale. A nord della villa si erge una piccola boscaglia, tra cui spiccano un cedro dell'Himalaya, vari noci americani e, di fronte alla facciata, un monumentale cedro del Libano.
L'odierno accesso occidentale, affiancato da un vialetto di tigli, conduce alla biglietteria, ricavata all'interno di un edificio colonico adiacente al seicentesco oratorio dell'Assunta. A sud di quest'ultimo si estende parallelamente alla cancellata il giardino all'italiana, con le caratteristiche siepi di bosso.
La villa è preceduta da un vialetto ghiaiato, che prosegue circolarmente verso sud inoltrandosi nel parco; accanto all'ingresso dell'edificio padronale sono collocati numerosi vasi di agrumi, conservati nei mesi invernali nelle serre. Di fronte si staglia un gruppo di tre imponenti cedri dell'Himalaya, affiancati da un filare di cinque ippocastani, due tigli e, a breve distanza, un grande platano. Leggermente più a est si trovano accanto a una fontana circolare in pietra tre maestosi esemplari di platano, che circondano una sequoia di oltre 30 m d'altezza; un'altra sequoia si trova poco più a sud.

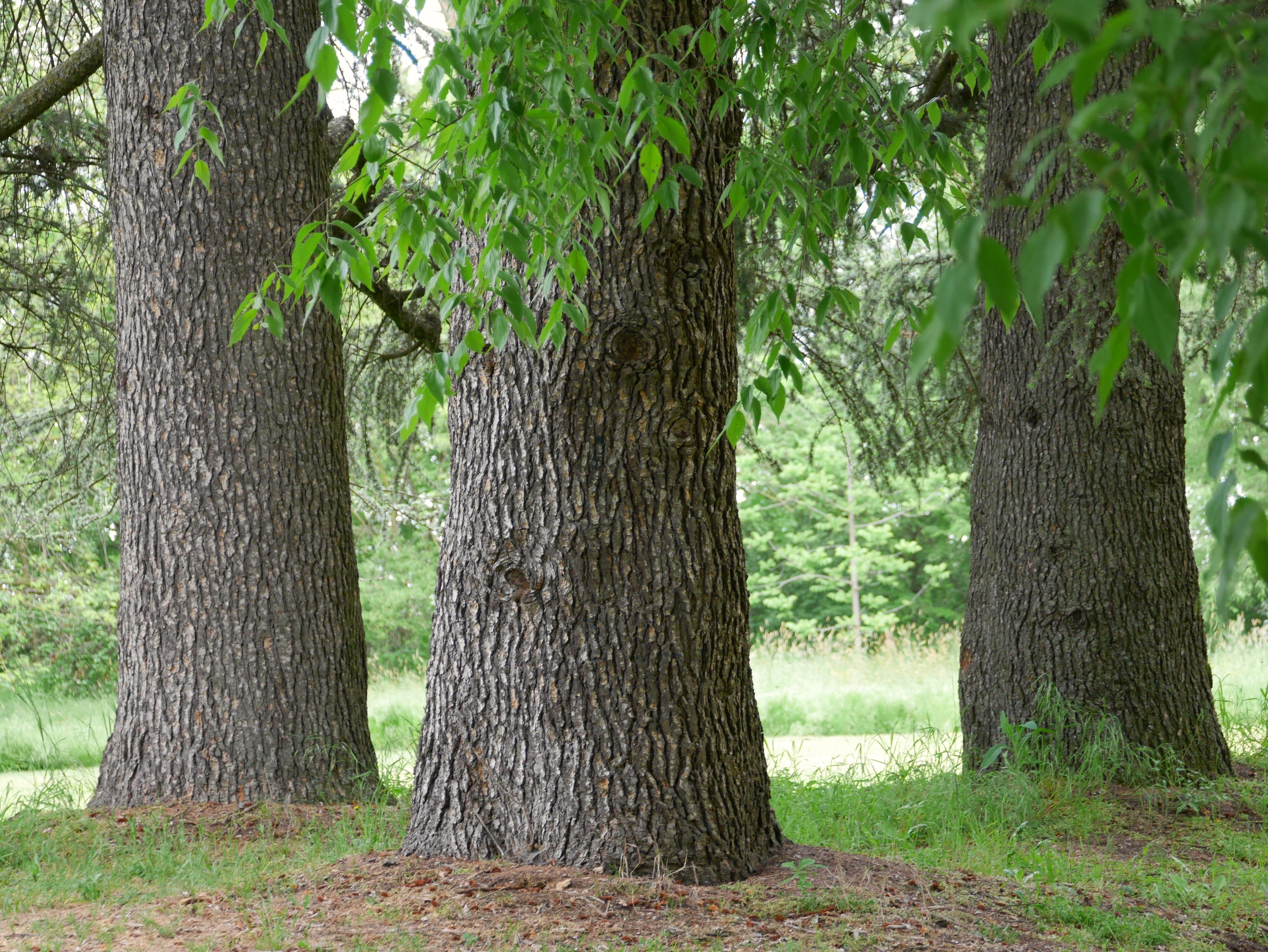
Un gruppo di alberi nel parco

A est delle serre sopravvivono alcuni vasi a testimonianza dell'antica esistenza di un secondo giardino all'italiana, oggi scomparso.
Il vialetto verso sud affianca il laghetto di forma irregolare con isolotto, dismesso per lunghi anni ma ripristinato nei primi anni del XXI secolo. Sulle rive si elevano un grande cedro del Libano, un cedro dell'Himalaya e una maestosa farnia.
Il percorso prosegue fino al cancello sulla strada pedemontana, di fronte al quale è collocata una piccola edicola votiva, visibile dall'esterno. Non lontano si elevano un'antica catalpa e un secolare  bagolaro. Dalla boscaglia spiccano inoltre tre cedri dell'Atlante. Non lontano si trovano anche un altro imponente esemplare di cedro dell'Atlante, tre farnie e un grande ippocastano, oltre a un secolare spino di Giuda.
Il parco ospita complessivamente moltissime specie arboree; oltre ai tigli, ippocastani, platani, cedri, noci americani, farnie, bagolari, carpini, catalpe e spini di Giuda, vi si trovano anche vari olmi, ciliegi, frassini, aceri campestri e molti altri. Sulle chiome nidificano molteplici uccelli selvatici, mentre sono lasciati liberi nel parco numerosi pavoni.

### Castelletto neogotico

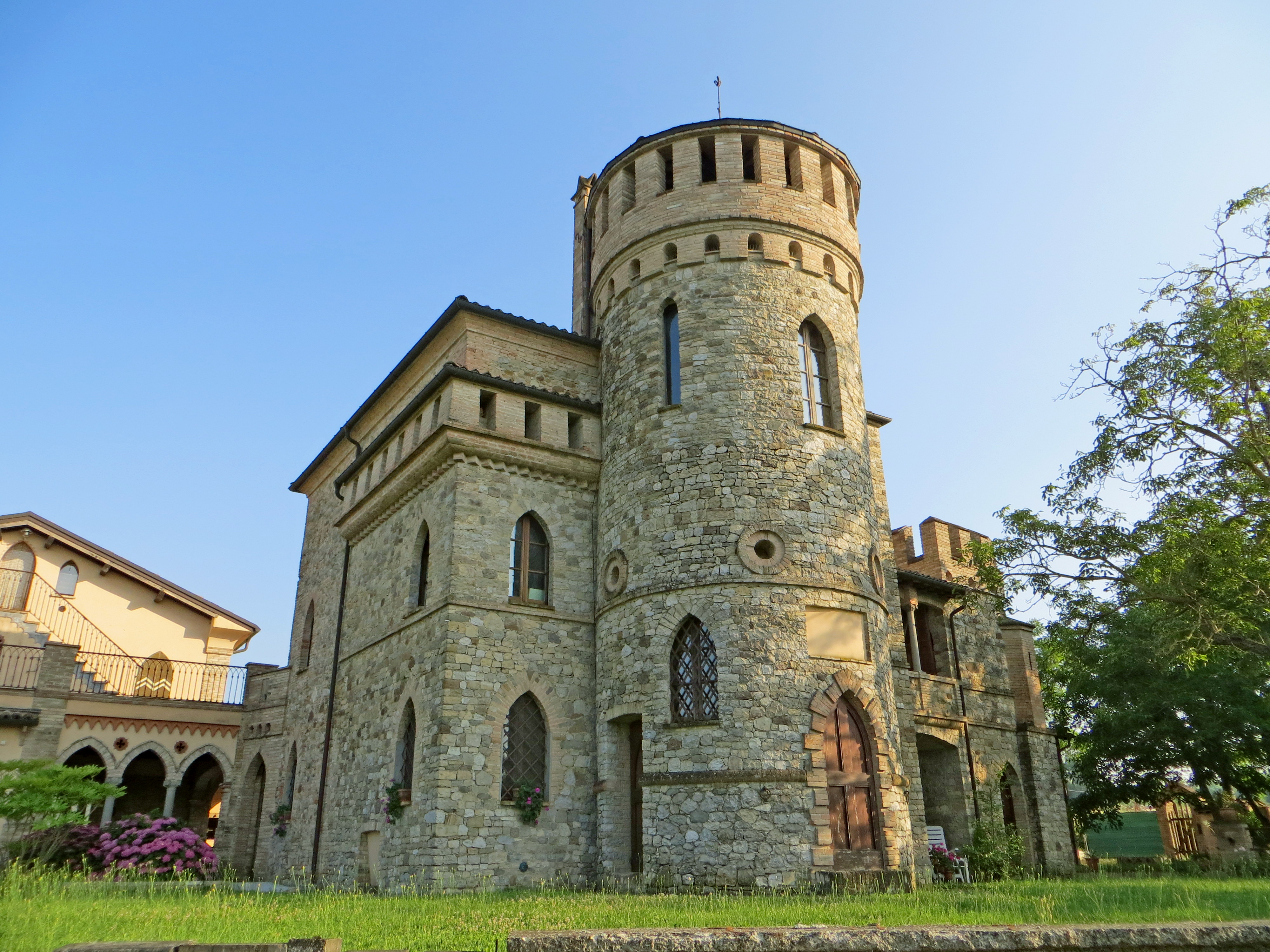
Castelletto neogotico

A sud del parco si staglia sulle prime colline un piccolo castello neogotico, ricavato alla fine del XIX secolo dalla trasformazione di un edificio colonico, quale fondale prospettico della villa.
La struttura, affiancata da altri edifici agricoli in stile, è interamente rivestita in pietra; al centro della facciata nord si eleva una torre circolare, coronata da merli. Il castello è caratterizzato inoltre dalle aperture ad arco ogivale, dalle caditoie, dalle feritoie e dalle loggette con colonnine in pietra, tipiche dell'architettura neogotica.
All'interno lo scantinato conserva la vasca di raccolta delle acque che un tempo riforniva il parco della villa, cui era collegata attraverso un sistema di condotte sotterranee.